# 澤井芳男
澤井 芳男（さわい よしお、1913年〈大正2年〉 - 2004年〈平成16年〉）は、日本の医学者。奄美・沖縄に生息する世界的な猛毒蛇「ハブ」の血清造りに心血を注いだ。東京大学名誉教授、日本初の蛇研究施設、日本蛇族学術研究所を群馬県新田郡薮塚本町（現・太田市）に開設、理事長を歴任。
紫綬褒章、勲三等旭日中綬章受章。
彼の一生を描いたノンフィクション本『毒蛇（どくへび）』（小林照幸著、TBSブリタニカ、文春文庫の『完本　毒蛇』に収録）が出版された。当作品は第一回開高健賞奨励賞を受賞（25か国776作品の一席）。
姉はマクロビオティック運動家の桜沢里真。